# 腎皮質壞死
腎皮質壞死(Renal cortical necrosis、RCN，瀰漫性雙側腎皮質壞死(diffuse bilateral renal cortical necrosis、BRCN)、，瀰漫性皮質壞死(diffuse cortical necrosis)、急性皮質壞死(acute cortical necrosis)、急性皮質壞死急性腎功能衰竭(acute renal failure with acute cortical necrosis))是急性腎功能衰竭的一種罕見病症。該病症"通常通過顯著減少腎動脈灌注(Perfusion)繼發於血管痙攣、微血管損傷，或彌散性血管內凝血"，以及由急性腎小管壞死的病理進展所致。經常伴隨著產科病症發生、諸如胎盤早剝(Placental abruption)及敗血性休克，而且是三倍多見於發展中國家與工業化國家中(佔急性腎損傷的病因2％-6％)。

## 病因

### 成年人
- 妊娠相關(病例>50％)。
  - 胎盤早剝(Placental abruption)。
  - 感染流產。
  - 長期胎死宮內(Prolonged intrauterine fetal death)。
  - 重度子癇。
- HIV[2]
- 蛇咬傷[3]
- 暴飲[4]
- 休克
- 創傷
- 鐮刀型紅血球疾病[5]
- 紅斑性狼瘡(SLE)[6]
- 敗血症[7]
- SLE相關抗磷脂综合征[8]
- 維生素缺乏症[9]
- 胰腺炎[10]
- 疟疾[11]
- 腦膜炎球菌病(Meningococcemia)[12]
- 藥物引起的中毒(比如NSAIDs、造影劑(Contrast Media)、奎寧、[13]或ATRA[14])

### 新生兒
- 先天性心臟缺損(Congenital heart disease)

## 治療
患者需要以透析來彌補其腎臟的功能。

## 預後
皮質壞死是一種嚴重的危及生命的病症，且死亡率超過50％。